# Declaració d'independència d'Indonèsia

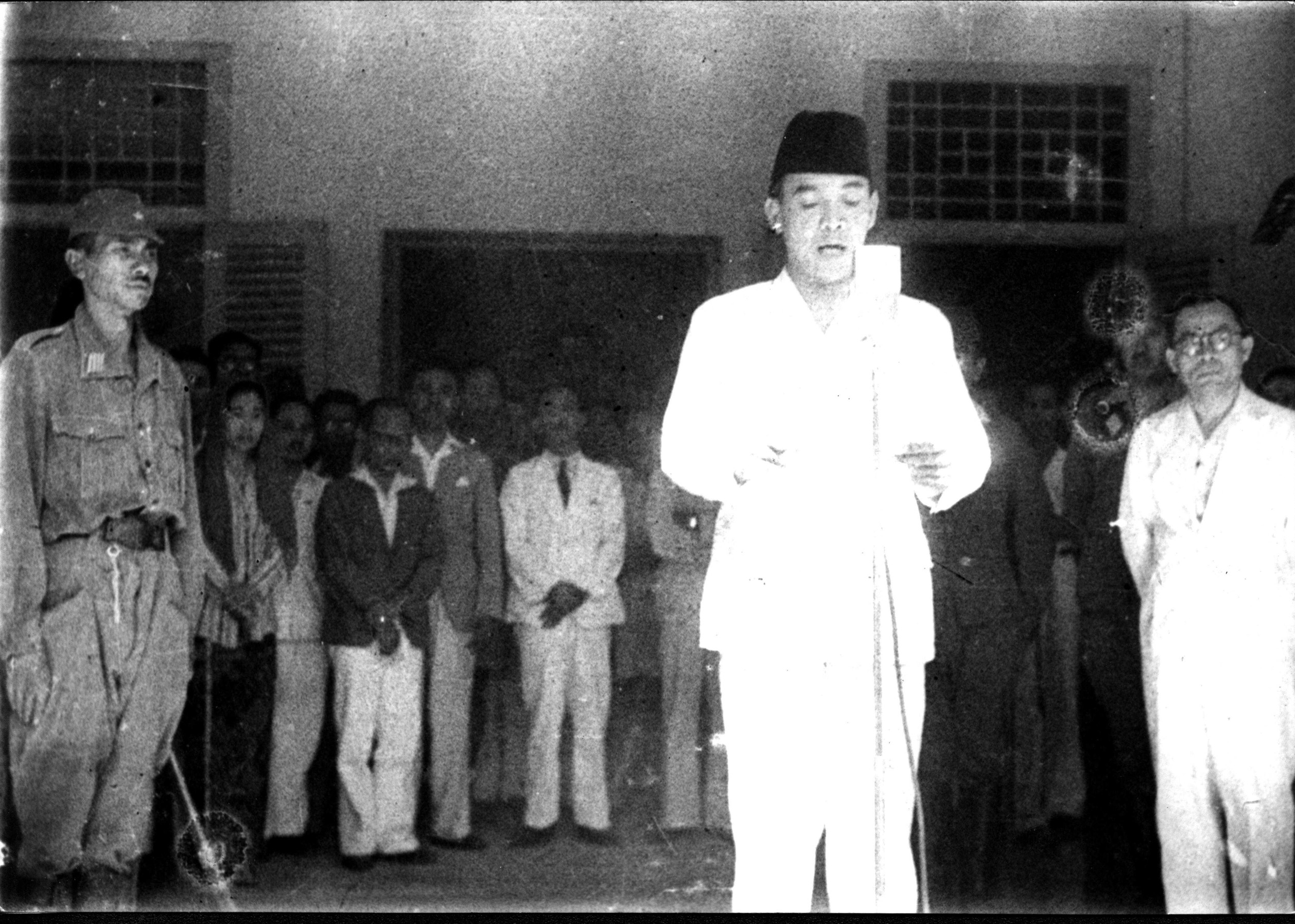
Sukarno, acompanyat per Mohammad Hatta (dreta), proclamant la independència d'Indonèsia

La Declaració d'independència d'Indonèsia (en indonesi: Proklamasi Kemerdekaan Indonesia, o simplement Proklamasi) va ser llegida a les 10:00:37 del 17 d'agost de 1945. La declaració va marcar l'inici de la resistència diplomàtica i armada de la Revolució Nacional Indonèsia en contra de forces dels Països Baixos i civils proneerlandesos, fins que aquests últims van acceptar la independència d'Indonèsia de forma oficial el 1949. El 2005, els Països Baixos van declarar que havien acceptat el 17 d'agost de 1945 com la data d'independència de facto. En una entrevista de 2013 amb l'historiador indonesi Sukotjo, entre d'altres, s'havia demanat al govern neerlandès acceptar formalment la data d'independència com el 17 d'agost de 1945.
El document va ser signat per Sukarno i Mohammad Hatta, que l'endemà van ser nomenats president i vicepresident del país, respectivament.